# Paracheilinus lineopunctatus
Paracheilinus lineopunctatus là một loài cá biển thuộc chi Paracheilinus trong họ Cá bàng chài. Loài này được mô tả lần đầu tiên vào năm 1981.

## Từ nguyên
Từ định danh được ghép bởi hai âm tiết trong tiếng Latinh: lineo (“đường sọc”) và punctatus (“lốm đốm”), hàm ý đề cập đến các hàng đốm và vạch ngắn trên cơ thể của loài cá này.

## Phân bố và môi trường sống
P. lineopunctatus hiện chỉ được biết đến ở Philippines, cụ thể là trong nhóm đảo Visayas và phía nam đảo Luzon, được tìm thấy ở độ sâu khoảng 18–40 m.

## Mô tả
Chiều dài chuẩn lớn nhất được ghi nhận ở P. lineopunctatus là gần 5,2 cm. Cá đực màu đỏ cam đến tím nhạt, dày đặc các sọc và đốm nhỏ xanh tím không đều ở hai bên lườn. Vây lưng màu cam phớt đỏ ở phần gai đến vàng hoặc xanh lam phớt hồng trên vây mềm, các tia dạng sợi vươn dài màu vàng hoặc hơi hồng (khoảng 5–8 tia). Vây hậu môn, vây đuôi và vây bụng có màu hồng đến hơi đỏ với các tia màu tím và viền xanh lam hoặc trắng. Khi bước vào mùa sinh sản, cá đực có đầu, thân và gốc vây lưng màu xanh da trời, với hai mảng màu đỏ tía lớn tương phản nổi bật, một mảng ngay sau mắt (kéo dài ra vây ngực) và mảng kia ở giữa thân. Màu đỏ tía trên vây hậu môn và vây đuôi, và một đốm hình nêm nhỏ màu đỏ tía thẫm ở phía cuối vây lưng. Vây lưng có màu xanh lam óng đến xanh lục lam ở gần gốc, các tia sợi dài màu trắng tươi.
Số gai vây lưng: 9; Số tia vây lưng: 11; Số gai vây hậu môn: 3; Số tia vây hậu môn: 9; Số gai vây bụng: 1; Số tia vây bụng: 5.

## Phân loại
Tuy không có bất kỳ vật liệu di truyền nào, P. lineopunctatus được Allen và cộng sự (2016) xếp vào phức hợp loài của Paracheilinus filamentosus. Đặc trưng của phức hợp này là những con đực trưởng thành có nhiều tia vây lưng dạng sợi vươn dài (luôn là 4 trở lên) và vây đuôi xẻ sâu hình lưỡi liềm, mặc dù P. lineopunctatus đực lại có vây đuôi bo tròn.
P. lineopunctatus được cho là đã lai tạp với Paracheilinus angulatus.